# Tauletes de bambú

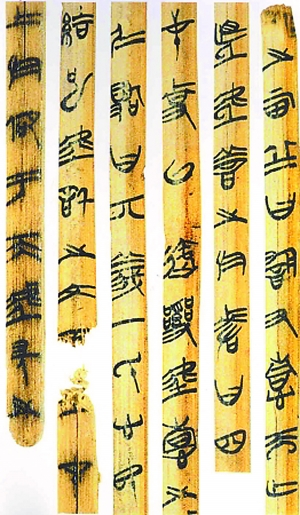
Una mostra de tauletes de bambú del Museu de Xangai (c. 300 ae), amb part d'un comentari al Clàssic de poesia

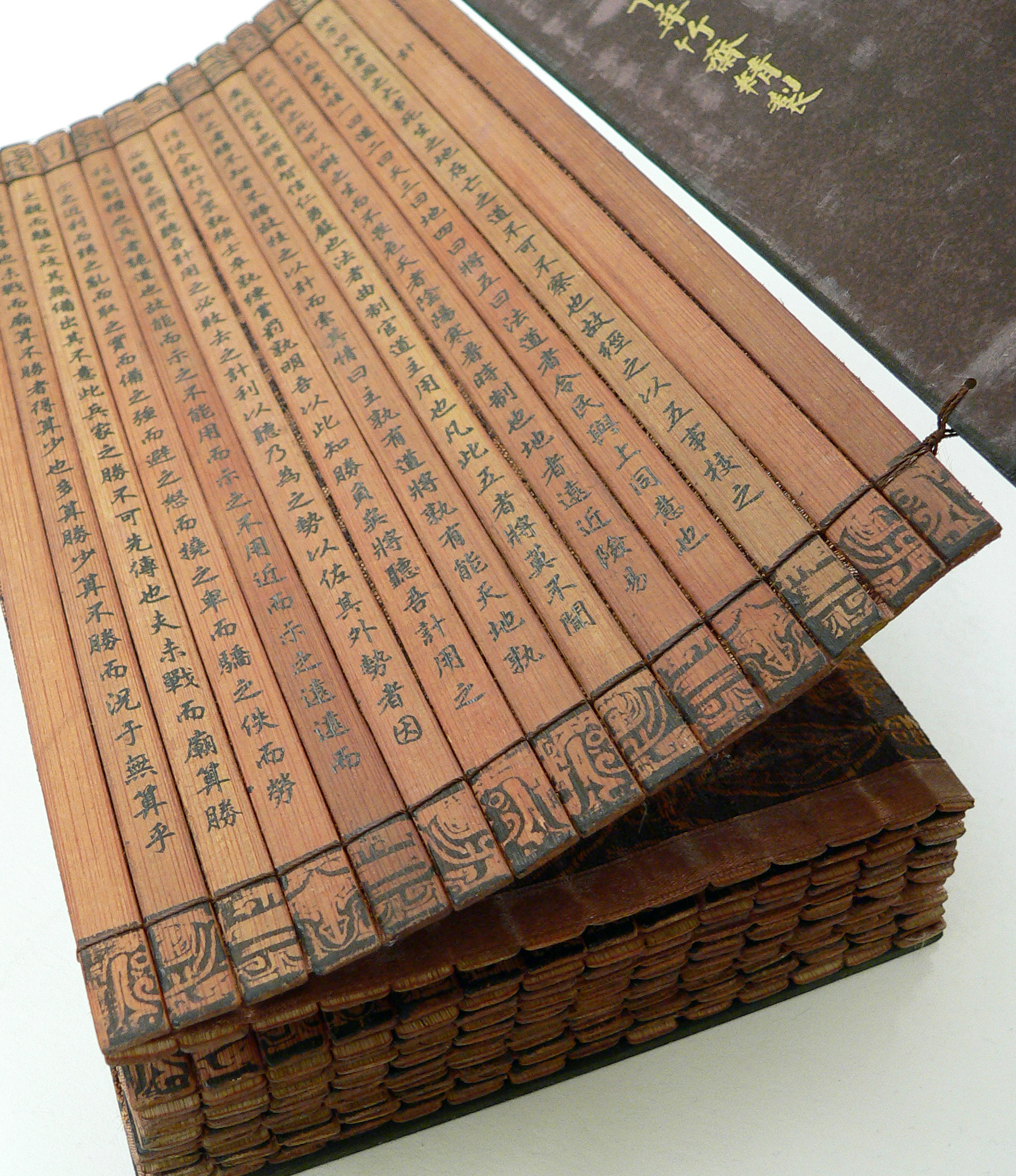
Una edició del s. XVIII de lArt de la guerra feta en tauletes de bambú

Les tauletes i làmines de bambú (xinés: 简牍; xinès simplificat: 简牍, pinyin: jiǎndú) van ser el suport principal per a escriure documents a la Xina abans de la introducció del paper durant els primers dos segles de nostra era (la seda era utilitzada molt puntualment, perquè era massa cara).
Els exemples supervivents més antics de tauletes de fusta o làmines de bambú daten del segle v aC durant el període dels Regnes combatents. Algunes referències en texts anteriors que sobreviuen en altres mitjans, però, indiquen que les precursores d'aquestes tauletes ja s'usaven a la fi de la dinastia Shang (aproximadament des de 1250 ae). Les tauletes de bambú i fusta eren el material d'escriptura més comú encara durant la dinastia Han i s'han trobat en abundància en les tombes. Més tard, la invenció del paper per Cai Lun en feu disminuir l'ús i al segle IV pràcticament s'havien abandonat.
Les tires, llargues i estretes, de fusta o bambú solien portar una sola columna escrita amb tinta i pinzell d'una banda, amb espai per a diverses desenes de caràcters xinesos antics complexos. Cada tauleta de fusta o bambú es deia que era tan llarga com un bastonet i tan ampla com dos. Per a texts més llargs, moltes tauletes s'ajuntaven amb cordons formant una espècie de llibre plegable.
El costum de col·locar llibres de tauletes a les tombes reials ha preservat molts treballs en la forma originària al llarg dels segles. Una important troballa primerenca fou el descobriment de Jizhong al 279, a la tomba d'un rei de Liang, encara que els originals recuperats se'n perderen després. Algunes troballes importants es trobaren en excavacions des de finals del segle xx.

## Col·leccions importants
| Col·lecció                            | Província      | Trobat | Període                                  |
| ------------------------------------- | -------------- | ------ | ---------------------------------------- |
| Mozuizi (磨嘴子)                      | Gansu          | 1959   | Han Oriental                             |
| Tauletes Han de Yinqueshan            | Shandong       | 1972   | Han Occidental                           |
| Textos de bambú Qin de Shuihudi       | Hubei          | 1975   | Qin                                      |
| Shuanggudui                           | Anhui          | 1977   | Han occidental                           |
| Textos de bambú Han de Zhangjiashan   | Hubei          | 1983   | Han occidental                           |
| Fangmatan                             | Gansu          | 1986   | A la fi dels Regnes Combatents (Qin)     |
| Textos de Guodian                     | Hubei          | 1993   | A meitat Regnes Combatents               |
| Tauletes de bambú del Museu de Xangai | Hubei          | 1994   | A la fi dels Regnes Combatents           |
| Tauletes de bambú Zoumalou            | Hunan          | 1996   | Tres Regnes (Wu Orientals)               |
| Yinwan (尹灣)                         | Jiangsu        | 1997   | Han Occidental                           |
| Tauletes Qin de Liye                  | Hunan          | 2002   | Dinastia Qin                             |
| Tauletes de bambú Tsinghua            | Hunan o Hubei? | 2008   | A meitat o finals dels Regnes Combatents |

La col·lecció del Museu de Xangai l'adquirí Hong Kong l'any després d'excavar-se la tomba de Guodian, i es creu que procedeix dels saqueigs de lladres de tombes a la mateixa àrea. La col·lecció Tsinghua la va donar un alumne que l'adquirí en una subhasta, sense indicació de l'origen. Les altres procedeixen d'excavacions arqueològiques són legals.

## Útils complementaris
Un element emprat quan s'escrivia en les tauletes de bambú era un ganivet petit que es feia servir per raspar la superfície per tal d'eliminar errades i fer-ne esmenes. Els ganivets decorats esdevingueren un símbol del càrrec per a alguns funcionaris indicant el seu poder d'esmenar i canviar els registres i edictes.